# Shiho Tanimura
Shiho Tanimura (japanisch 谷村 志穂, * 29. Oktober 1962 in Sapporo, Hokkaidō) ist eine japanische Schriftstellerin. Sie wurde besonders durch Liebesromane wie Umineko bekannt, für den sie 2003 mit dem Shimane-Preis für Liebesgeschichten ausgezeichnet wurde.

## Leben
Tanemura wurde im Stadtbezirk Shiroishi-ku von Sapporo geboren. Ihr Vater stammte aus dem heutigen Abira (ehemals Oiwake), ihre Mutter aus Hakodate. Sie besuchte die Sapporo Nishi Kōkō und studierte an der Hokkaidō-Universität angewandte Zoologie bei Hansu Mori, einem Enkel von Mori Ōgai. Nach ihrem Abschluss arbeitete sie in einem Verlag, bevor sie als freie Journalistin tätig wurde.
1990 veröffentlichte sie ihren ersten Essayband Kekkon shinai kamo shirenai shōkōgun (結婚しないかもしれない症候群, Das Ich-heirate-vielleicht-nicht-Syndrom), der im Folgejahr als Fernsehserie adaptiert wurde. 1991 folgte ihr literarisches Debüt mit dem Roman Akuariumu no kujira (アクアリウムの鯨, Der Wal im Aquarium).
2003 erhielt sie für Umineko (海猫, Meerkatze) den Shimane-Preis für Liebesgeschichten. Das Werk spielt in Hakodate, der Heimatstadt ihrer Mutter. Auch in ihren Essays und Artikeln widmet sie sich häufig dieser Region. Für ihren Roman Ōnuma Warutsu (大沼ワルツ, Ōnuma-Walzer), der in der Umgebung des Ōnuma-Nationalparks bei Nanae (Hokkaidō) spielt, wurde sie 2015 zur Tourismusbotschafterin der Gemeinde ernannt.
Tazunebito (尋ね人; Die Gesuchte) ist ein Roman über eine Frau, die nach dem Verlust von Partner und Beruf in ihre Heimatstadt Hakodate zurückkehrt, um sich der Vergangenheit ihrer sterbenskranken Mutter zu stellen. Vor dem Hintergrund des Fährenunglücks der Tōyamaru im Jahr 1954 verbindet der Roman persönliche Spurensuche mit regionaler Erinnerungskultur.
2017 wurde sie mit dem Aomori-Ringo-Orden für ihre Verdienste um die Popularisierung der Aomori-Apfelproduktion ausgezeichnet.
Tanemura ist verheiratet und hat ein Kind.

## Zitat
„こんなに長い間書き続けられたのは、本当のことを言うと、下手だからだと思うんです。“

„Der wahre Grund, warum ich so lange schreiben konnte? Ich bin einfach schlecht in dem, was ich tue.“

## Werke (Auswahl)
- Akuariumu no kujira (アクアリウムの鯨, Der Wal im Aquarium), 1991.
- Umineko (海猫, Meerkatze), 2002.
- Yomei (余命, Verbleibende Lebenszeit), 2006.
- Tazunebito (尋ね人, Die Gesuchte), 2012.
- Ōnuma Warutsu (大沼ワルツ, Ōnuma-Walzer), 2016.
- Katai (過怠, Vergehen), 2022.

## Filmografie

### Filme
- Umineko (海猫, Meerkatze), 2004, Regie: Yoshimitsu Morita, mit Misaki Itō.
- Yomei (余命, Verbleibende Lebenszeit), 2009, Regie: Jirō Shigeno, mit Yasuko Matsuyuki.

### Fernsehserien
- Kekkon shinai kamo shirenai shōkōgun (結婚しないかもしれない症候群, Das Ich-heirate-vielleicht-nicht-Syndrom), 1991, Nippon TV.
- Resunzu (レッスンズ, Lessons), 2011, Kansai TV.
- Tazunebito (尋ね人, Die Gesuchte), 2012, WOWOW.
- Hakui no namida (白衣のなみだ, Tränen in Weiß), 2013, Tokai TV / Fuji TV (basierend auf Yomei).

## Auszeichnung
- 2003: Shimase-Preis für Liebesgeschichten für Umineko[5]